# Végállomás: esküvő
Végállomás: esküvő (eredeti cím: Destination Wedding 2018-ban bemutatott amerikai romantikus filmvígjáték-dráma, melyet Victor Levin írt és rendezett. A főszereplők Winona Ryder és Keanu Reeves.
Az Amerikai Egyesült Államokban 2018. augusztus 31-én mutatta be a Regatta. Magyarországon szeptember 6-án debütált a mozikban a Vertigo Média Kft. forgalmazásában.

## Cselekmény
Frank és Lindsay a repülőtéren találkoznak, miközben arra várnak, hogy beszálljanak a Paso Roblesba tartó járatra. Beszélgetésük közben rájönnek, mindketten ugyanazon esküvőre vannak meghívva. Kiderült, hogy a vőlegény Frank féltestvére és Lindsay volt menyasszonya.
A hétvégén Frank és Lindsay gyakran találkoznak, együtt töltik a hétvégét, hogy elkerüljék a különféle eseményekben való részvételt a többi esküvői vendéggel. Ennek során többet árulnak el múltjukról és a kapcsolatokról alkotott véleményükről. Noha sokat tevékenységet csinálnak együtt, úgy tűnik, mulatságosnak találják egymást és kialakul közöttük a szerelem.

## Szereplők
| Szerep      | Színész        | Magyar hang       |
| ----------- | -------------- | ----------------- |
| Lindsay     | Winona Ryder   | Nemes Takách Kata |
| Frank       | Keanu Reeves   | László Zsolt      |
| Menyasszony | Dj Dallenbach  | Törtei Tünde      |
| Vőlegény    | Ted Dubost     | Bercsényi Péter   |
| Frank anyja | D. Rosh Wright | Czifra Krisztina  |

## A film készítése
A filmet Kalifornia központjában forgatták 2017 augusztusában. A film zenéit William Ross komponálta.